# بروجكت زيرو
فاتل فريم (بالإنجليزية: Fatal Frame ومعناها: الإطار القاتل)، وتعرف بـ بروجكت زيرو Project Zero في أوروبا وأستراليا.
وهي سلسلة العاب فيديو يابانية شهيرة من نوع رعب البقاء، تم إنشاؤها ونشرها وتطويرها بواسطة كوي تيكمو (أصلاً تيكمو)، ظهرت لأول مرة في عام 2001 مع الظهور الأول في السلسلة على جهاز بلاي ستيشن 2، وتتكون السلسلة من خمسة إصدارات رئيسية.
تدور أحداث السلسلة في اليابان في الثمانينيات، حيث يركز كل إدخال على موقع محاط بأحداث خارقة للطبيعة، والأشباح، وطرد الأرواح الشريرة، والطقوس الشنتوية المُظلمة. تستخدم الشخصيات المشاركة الكاميرا الغامضة ويمكنها التقاط الأرواح وتهدئتها، تعتمد السلسلة على العناصر الأساسية للرعب الياباني، وهي معروفة باستخدامها المتكرر للبطلات الإناث.
السلسلة من تصميم ماكوتو شيباتا وكيسوكي كيكوتشي. بعد تقديمها إلى أجهزة بلاي ستيشن 2 وبعد نجاح سلسلة سايلنت هيل، قرر الزوجان تطوير سلسلة رعب مستوحاة من تجارب شيباتا الروحية الخاصة وأفلام الرعب اليابانية الشهيرة في ذلك الوقت. كان هدفهم الرئيسي هو جعل تجربة اللعبة الأكثر رعباً ممكنة. قامت الاجزاء اللاحقة بتحسين آليات اللعب مع إضافة عناصر سردية أكثر تعقيدًا.
تلقت السلسلة إشادة من النقاد، حيث تم تصنيفها جنبًا إلى جنب مع سلسلة رعب أخرى بما في ذلك سلسلة ريزدنت إيفل وسايلنت هيل، وصنفت الألعاب الفردية من بين أفضل ألعاب الرعب البقاء على قيد الحياة. في حين أن مبيعات الألعاب الفردية لم تكن عالية على الإطلاق، فقد بيعت السلسلة ككل أكثر من مليون نسخة في جميع أنحاء العالم اعتبارًا من أبريل 2014. تم إجراء العديد من التعديلات على وسائل الإعلام اليابانية، بما في ذلك المانجا وفيلم روائي طويل عام 2014.

## السلسلة

### فاتل فريم (2001)
كان أول صدور لسلسلة المشهورة Fatal Frame في عام 2001, حيث كانت اللعبة الأولى تحمل اسم Fatal Frame'.
بعد أن مر أكثر من أسبوع على اختفاء شقيق ميكو "Miku" المدعو مافيو هيناساكي " Mafuyu Hinasaki" تقرر ميكو الذهاب لقصر هيمورو "Himuro" للبحث عن شقيقها المفقود.
لتجد تلك الكاميرا القديمة التي أعطتها والدتها لمافيو.
وبعدما أدركت بأنها محاصرة بالقصر مع العديد من الأشباح والأرواح الشريرة استخدمت الكاميرا القديمة لمحاربة الأشباح، ولا زالت تبحث عن أخيها وعن مخرج لها.
في نهاية المطاف وبعد محاربة شبح كيري "Kirie" (الشبح الرئيسي في اللعبة) أختار مافيو أن يترك أخته وأن يعيش مع كيري، بعد أن عادت روحها الطيبة.
وتختلف النهايات حسب طريقة اللعب.
وأما نسخة الإكس بوكس فلها نهاية خاصة، حيث تتمكن ميكو من هزيمة كيري بواسطة استخدام مرآه ذات قوة خارقة، وتحرر أخيها مافيو وتعود روح كيري الطيبة، وتتذكر واجبها نحو عائلتها وهي سد البوابة.
وبقيت في القصر، ولكنها امرت مافيو وميكو الخروج من القصر بأسرع وقت ممكن، وتحررت الأرواح من الشر.
وفي أثناء بقاء كيري في القصر حزينة خرج لها روح الشاب الذي أحبته في حياتها وبقى معها إلى الأبد.

### فاتل فريم 2 (2003)
بعد نزول اللعبة الأولى من السلسلة بسنتين نزلت اللعبة الثانية في عام 2003 على محاورة بلاي ستيشن 2, ونزلت في 2004 على محاورة الإكس بوكس، وقد نزلت تحت اسم Fata Frame II : Crimson Butterfly.
ولقد أضاف المخرج أشياء جديدة للعبة تختلف عن اللعبة الأولى، مثل طريقة اللعب، ففي الماضي كانت طريقة اللعب تحكمًت بشخصية واحدة، رسومات محسنة، وعدد كبير من الأزياء في اللعبة.
فيمكن تغيير ملابس الشخصيات.
القصة تتحدث عن توأمان مايو "Mayu " وميو "Myo".
كانتا ميو ومايو في غابة يتذكرن أيام الطفولة، وفي ذلك الحين رأت مايو فراشة قرمزية تطير في أنحاء الغابة، فشدت انتباهها مِمَّ جعلها تلحق بها.
فأخذت ميو تتبع مايو وهي تناديها، ولكن مايو لَم تُعِرها اهتمامًا وأكملت تسير وراء تلك الفراشة القرمزية، مِمَّ أدى إلى الدخول الفتاتين إلى القرية المفقودة.
في النسخة الإنجليزية "The Lost Village"، وفي النسخة اليابانية "Minakami Village".
الغريب في تلك القرية أن أي أحد يزور المنطقة المجاورة لها لا يرَ تلك القرية ولا يرَ أي أثر لها !
وعند وصولهم إلى القرية يدخلون إلى منزل قديم، فعثرت ميو على كاميرا قديمة تسمى كاميرا أوبسكيورا " Camera Obscura ".
وبإمكانك رؤية الأشباح بهذه الكاميرا والقضاء عليهم.
كان يجب على ميو كشف السر وراء طقوس التضحية القرمزية وهي تطارد شقيقتها.
فلقد كانت من طقوس القرية قديمًا أن يؤتى بتوأمين ويقتل التوأم الأصغر أخيه الأكبر خنقًا، ويجب على التوأم الأكبر أن يكون راضيًا بالقتل من قِبَل أخيه وإلا فشلت الأضحية.
ولقد فشلت جميع التضحيات فانفتحت بوابة الجحيم على أهل القرية، وأحرقتهم جميعًا.
فدفعت الأشباح ميو لقتل مايو، وكانت مايو راضية بأن تقتل من قِبَل ميو وهذا ما حصل في نهاية اللعبة.
كما أن نهاية اللعبة تختلف، ونهاية نسخة Xbox تختلف أيضًا كما في اللعبة الأولى.

### فاتل فريم 3 (2005)

لعبة فاتل فريم 3 أمتزجت بين الرعب النفسي وفراق الحبيب

لم تنزل اللعبة الثالثة إلا على محاورة بلاي ستيشن 2.
وتتحدث عن مصورة تدعى ري كوروساوا "Rei Kurosawa" البالغة من العمر 23 عامًا، عندما فقدت خطيبها يو أسو "Yuu Asou" في حادث سيارة.
وبينما ري وهي تأخذ عدة لقطات في أحد قصور اليابان العتيقه يظهر لها يو على فجأة منها.
ويبدو ساكناً بالقرب منها ومن آلة تصويرها، غير معقول ! لقد مات... ما هذا الذي أمامها؟ أهو حلم؟
هل تعتقد أن كل أحبائها الذين ماتوا على يقظة من الأحلام؟
تبدأ بالتفكير، ويبدأ معها ظهور الوشم على جسمها.
سرعان ما ينمو ويكبر بكل مرة هي تحلم فيها، قصة ممزوجة بالتراث الياباني والعالم المخيف والمحزن.
وتجعل الأحداث من ري مشتته الذهن بين عالمين، عالم الحقيقة والأحياء وعالم الأشباح والأموات.
على أمل إيجاد العلاج للعنة التي أصابتها جراء مفارقتها ليو.
وتتخذ الأحداث طريقها بجعل العالم الحقيقي والخيالي في تناقض واضح وكبير.

### فاتل فريم 4 (2008)
اللعبة تعمل على محاورة وي.
شاركت في تطوير اللعبة الرابعة Grasshopper Manufacture، ولقد تأخر المشروع لأسباب تتعلق بأعمال أخرى على ما يبدو.
ومثل الأجزاء السابقة التي سمحت لنا فيها تيكمو بأن نتحكم بأكثر من شخصية.
في الجزء الرابع نستطيع التحكم بأي من: روكا، ميساكي، مادوكا، أو تشوشيرو.
وسوف نستعمل السلاح القاتل الذي رافقنا في رحلتنا الكابوسية في كل الاجزاء، إنها الكاميرا الخارقة كاميرا أوبسكيورا، التي تلتقط صورا قاتلة للأشباح.
وستكون هي السلاح الوحيد الذي سوف نتسلح به ضد قتالنا الأرواح المرعبة في الجزء الرابع من Fata Frame.
قبل سنوات عديدة، خمسة فتيات تم أسرنهن واحتجازهن كرهائن من قبل مجرم أخذهن إلى بيت غامض في جزيرة روغيتسو
""Rougetsu الموجودة جنوب هونشو "Honshu".
وفي النهاية تم إنقاذهن من قِبَل تشوشيرو كيريشيما "Choushiro Kirishima"، وهو محقق كان يتابع المجرم.
بعد سنوات من الحادثة، فتاتان من المختطفات وهما ماري شينوميا "Marie Shinomiya" وتوموي نانمورا Tomoe" "Nanamura ماتتا بشكل غامض.
والفتيات الثلاث الباقيات وهن روكا مينازوكي "Ruka Minazuki" (بطلة اللعبة) وميساكي آسو "Misaki Asou" (فتاة من عائلة السيد آسو جد يو - نتذكره من الجزء الثالث حيث كان هو الخطيب الميت لبطلة الجزء ري كوروساوا) ومادوكا تسوكيموري ""Madoka Tsukimori.
وعندما أصبحت أعمارهن 17 سنة، رجعن إلى الجزيرة لكي يستعدن ذكرياتهن ويعرفن أكثر عن اختطافهن.
يتبع المحقق تشوشيرو كيريشيما الفتيات بعد أن طلبت منه والدة روكا ذلك.

### سبيرت كاميرا: ذا كورسيد ميموار
صدرت اللعبة على جهاز نينتندو 3دي إس في شهر يناير باليابان عام 2012، وهي أن يحمل لاعب واحد الجهاز وأن يصور مع الكتاب الصغير، وتصوير ضد هجوم الأشباح.
صدرت اللعبتان الأولى والثانية على جهاز بلاي ستيشن 2 وإكس بوكس، واللعبة الثالثة صدرت على بلاي ستيشن 2, والرابعة على وي.
السلسلة تتحدث عن الأشباح، وطرد الأرواح الشريرة، والطقوس الشنتوية المظلمة.
تم إنشاؤها بواسطة تيكمو، وتعد لعبة Fatal Frame واحدة من أروع ألعاب رعب البقاء التي وردت حتى الآن.

## الفيلم
فاتل فريم (بالإنجليزية: Fatal Frame)‏ هو فيلم أمريكي من صنف الرعب قادم مبني عن سلسلة ألعاب فيديو «بروجكت زيرو». تم الإعلان عن هذا الفيلم في 2014. لا يزال في قيد التطوير منذ نوفمبر 2015.

## وصلات خارجية
- معظم المواقع الرسمية من سلسلة ألعاب الرعب تدعم فقط باللغة اليابانية، ولا تتوفر باللغة الإنجليزية.

فاتل فريم
- Official Japanese Website
- Official Japanese Website, Xbox version

فاتل فريم 2
- Official Japanese Website
- Official Japanese Website, Xbox version

فاتل فريم 3
- Official Japanese website

فاتل فريم 4
- Official Japanese website

فاتل فريم ويكي
- A database of the Fatal Frame video game Series